# 半球多脉扁螺
半球多脉扁螺（学名：Polypylis hemisphaerula），又名台湾类扁蜷，为扁蜷螺科多脉扁螺属的动物。分布于俄罗斯、日本、印度、台湾岛以及中国大陆，主要生活于湖泊、缓流小溪沿岸带、稻田、池塘、沟渠、小水洼以及沼泽地。